# Friendship!
Friendship! è un film del 2010 diretto da Markus Goller e interpretato da Friedrich Mücke e Matthias Schweighöfer nei panni di Veit e Tom.

## Trama
Dopo la caduta nel muro di Berlino nel 1989, i due amici tedeschi Tom e Veit decidono di partire per gli Stati Uniti.
Giunti a New York, a causa del poco denaro che dispongono, non posso prendere i biglietti per andare a San Francisco, e si mettono a fare l'autostop. Intanto Tom viene a sapere che Veit vuole andare a San Francisco per trovare il padre. Dopo varie peripezie, in un fast food ricevono un passaggio da un gruppo di motociclisti, ma durante una sosta tra Veit e un motociclista scoppia una lite, ma è Tom ad essere colpito da un pugno. Un altro motociclista, Hope, cerca di aiutare i due ragazzi per farli arrivare a San Francisco e dà loro un'auto da consegnare al fratello.
In un supermarket i due incontrano Zoey, una ragazza che li ospita nella sua casa e li aiuta a guadagnare soldi vendendo pezzi del muro di Berlino. Con abbastanza denaro in tasca, i tre ripartono per San Francisco, e come ultima fermata scelgono un motel. Lì Tom ha un'idea per guadagnare soldi: fare uno strip in locale gay, travestiti da soldati russi. Qualche giorno dopo Veit si rimette in cammino per San Francisco, ma litiga con Tom in quanto scopre che fa coppia con Zoey, dal momento che anche Veit si era innamorato di Zoey. 
Veit arriva a San Francisco e si siede su una panchina davanti all'ufficio postale in attesa del padre, che è solito spedirgli cartoline. Arriva però Tom e i due amici fanno pace. Mentre Veit si assenta per comprare due pizze, Tom vede un signore dirigersi all'ufficio con una cartolina, e si rende conto che si tratti del padre di Veit. L'uomo però rivela di non essere il padre di Veit e che quest'ultimo è morto. 
Al ritorno di Veit, Tom gli rivela la verità e Veit scioccato comincia a correre con Tom che lo insegue. La corsa si ferma al Golden Gate Bridge, dove i due amici si abbracciano.